# Daniele Barillà
Daniele Barillà (Porto San Giorgio, 25 novembre 1961) è un imprenditore italiano, vittima di uno dei più clamorosi errori giudiziari avvenuti in Italia.

## Biografia
Piccolo imprenditore lombardo, nato nelle Marche ma di origine calabrese, fu arrestato l'11 febbraio 1992 nel comune di Nova Milanese per un grossolano scambio di persona: guidava una Fiat Tipo color amaranto con tre numeri della targa uguali a quelli di un narcotrafficante. Soprannominato l'Escobar della Brianza, fu condannato a 18 anni di carcere, poi ridotti a 15. Ha passato 7 anni, 5 mesi e 25 giorni in carcere, nonostante fosse innocente. Gli vennero negati alcuni sconti di pena e benefici perché giudicato "non ravveduto". Tra i carabinieri che condussero l'operazione e parteciparono al pedinamento c'era anche il noto Capitano Ultimo, che materialmente mise le manette a Barillà. Daniele Barillà ha dichiarato che il Capitano Ultimo: "Seguì la macchina sbagliata, al processo fu uno dei miei accusatori e la sua testimonianza risultò determinante. Quando l'ho incontrato gli ho detto che il suo film ha probabilmente allungato la mia detenzione: chi poteva credere che un tale eroe avesse commesso un così grave errore?”.
Il caso è stato riaperto nel 1997, insieme con altri processi, in seguito all'arresto del tenente colonnello Michele Riccio, responsabile dei ROS in Liguria e capo della DIA genovese, la cui squadra (di cui faceva parte anche il capitano Ultimo, passato alle cronache per l'arresto di Totò Riina) aveva eseguito l'arresto. Riccio fu accusato di aver utilizzato metodi illegali per avere la fiducia dei "confidenti", tra cui l'uso di partite di droga "scomparse" come mezzo di scambio. Il caso viene rivisto e, scarcerato il 12 luglio 1999, Barillà è stato assolto il 17 luglio 2000 per non aver commesso il fatto. Fondamentale per la riapertura del caso fu l'interessamento del giornalista Stefano Zurlo del quotidiano Il Giornale.
Nel 2005 alla sua storia è stata dedicata una fiction di Rai 1 dal titolo L'uomo sbagliato, in cui il personaggio di Barillà, nel film chiamato Daniele Baroni e parzialmente romanzato (la fiction è ambientata a Torino), è interpretato da Giuseppe Fiorello. Curioso è il fatto che mentre si girava nel carcere di Bergamo una scena del film sul terribile errore giudiziario di Enzo Tortora (Un uomo perbene, 1999, di Maurizio Zaccaro), Daniele abbia detto a un compagno di cella: «Un giorno gireranno un film anche su di me...» Il risarcimento gli è stato successivamente negato e, come ha fatto sapere in un'intervista a Radio 24 il 23 maggio 2006, è rimasto al centro di una nuova battaglia legale.
Nel 2007 c'è un'altra inchiesta, l'operazione "Tartaruga", in cui lavorano le procure di Milano, Como e Monza, durante la quale si risale sempre a Barillà e altre 22 persone. Indagato nuovamente per traffico di sostanze stupefacenti, poi derubricato a spaccio di stupefacenti per un fatto che sarebbe avvenuto nel 2001, basato su uno stralcio di intercettazione, ha continuato a dichiararsi innocente; non venne comunque rinviato a giudizio né ricevette avviso di garanzia, apprendendo la notizia solo dalla televisione. Sempre nel 2007 fu stabilito il risarcimento danni per ingiusta detenzione, grazie al quale riscosse quasi quattro milioni di euro . Dai primi anni 2000 vive a Parigi, dove si è sposato e ha un figlio.

## Cinema
Nel 2005 la Rai ha trasmesso una miniserie televisiva in due puntate liberamente ispirata alla vicenda di Daniele Barillà, dal titolo L'uomo sbagliato. I personaggi però hanno nomi di fantasia, come il protagonista Baroni, e la vicenda è stata ambientata a Torino.